# Проминь (Херсонская область)
Проминь (укр. Промінь) — село в Новониколаевской сельской общине Скадовского района Херсонской области Украины.
Население по переписи 2001 года составляло 131 человек. Почтовый индекс — 75711. Телефонный код — 5537. Код КОАТУУ — 6524781505.

## История
В 1946 году указом ПВС УССР хутор Кара-Булак переименован в Проминь.
В 2022 году, во время вторжения России на Украину, село было захвачено. На данный момент находится под оккупацией войск РФ.

## Население и этнический состав
По данным переписи населения Украины 2001 года распределение населения по родному языку было следующим (в % от общей численности населения): украинский — 97,71 %; русский — 2,29 %.